# Gilles Bettmer
Gilles Bettmer (Esch-sur-Alzette, 31 marzo 1989) è un ex calciatore lussemburghese, di ruolo centrocampista.

## Carriera

### Club
Cresciuto nelle file di Differdange e Friburgo, nel 2008 è stato inserito nella rosa della seconda squadra del Friburgo. Il 7 gennaio 2010 si è trasferito all'Eintracht Treviri. Nell'estate 2010, dopo le esperienze tedesche al Friburgo e all'Eintracht Treviri, è tornato in patria, al Differdange 03. Ha militato nel club rossonero per 10 stagioni, totalizzando 201 presenze e 25 reti in campionato. Nel maggio 2020 è stato annunciato il suo trasferimento al Käerjeng 97. Il 17 maggio 2023 ha annunciato il proprio ritiro al termine della stagione.

### Nazionale
Ha debuttato in Nazionale maggiore il 16 novembre 2005, all'età di 16 anni, 7 mesi e 16 giorni, nell'amichevole Lussemburgo-Canada (0-1), subentrando a Paul Mannon al minuto 66. Ha messo a segno la sua prima rete con la maglia della selezione lussemburghese il 6 settembre 2011, in Lussemburgo-Albania (2-1), siglando il gol del momentaneo 1-0 al minuto 27 del primo tempo. È sceso in campo, con la selezione lussemburghese, nelle qualificazioni ai Mondiali 2010 e 2014, oltre che nelle qualificazioni agli Europei 2008 e 2012. Ha totalizzato, con la maglia del Lussemburgo, 58 presenze e una rete.

## Statistiche

### Presenze e reti nei club
| Stagione              | Squadra               | Campionato            | Campionato | Campionato | Coppe nazionali | Coppe nazionali | Coppe nazionali | Coppe continentali | Coppe continentali | Coppe continentali | Altre coppe | Altre coppe | Altre coppe | Totale | Totale | Totale |
| Stagione              | Squadra               | Comp                  | Pres       | Reti       | Comp            | Pres            | Reti            | Comp               | Pres               | Reti               | Comp        | Pres        | Reti        | Pres   | Reti   |        |
| --------------------- | --------------------- | --------------------- | ---------- | ---------- | --------------- | --------------- | --------------- | ------------------ | ------------------ | ------------------ | ----------- | ----------- | ----------- | ------ | ------ | ------ |
| 2008-2009             | Friburgo II           | FR                    | 11         | 1          | -               | -               | -               | -                  | -                  | -                  | -           | -           | -           | 11     | 1      |        |
| 2009-gen. 2010        | Friburgo II           | FR                    | 4          | 0          | -               | -               | -               | -                  | -                  | -                  | -           | -           | -           | 4      | 0      |        |
| Totale Friburgo II    | Totale Friburgo II    | Totale Friburgo II    | 15         | 1          |                 | -               | -               |                    | -                  | -                  |             | -           | -           | 15     | 1      |        |
| gen.-giu. 2010        | Eintracht Treviri     | FR                    | 15         | 0          | -               | -               | -               | -                  | -                  | -                  | -           | -           | -           | 15     | 0      |        |
| 2010-2011             | Differdange 03        | DN                    | 25         | 2          | CL              | 2               | 0               | UEL                | 2                  | 1                  | -           | -           | -           | 29     | 3      |        |
| 2011-2012             | Differdange 03        | DN                    | 24         | 6          | CL              | 1               | 1               | UEL                | 6                  | 0                  | -           | -           | -           | 31     | 7      |        |
| 2012-2013             | Differdange 03        | DN                    | 26         | 3          | CL              | 1               | 0               | UEL                | 4                  | 2                  | -           | -           | -           | 31     | 5      |        |
| 2013-2014             | Differdange 03        | DN                    | 11         | 1          | CL              | 1               | 0               | UEL                | 2                  | 0                  | -           | -           | -           | 14     | 1      |        |
| 2014-2015             | Differdange 03        | DN                    | 21         | 3          | CL              | 3               | 2               | UEL                | 2                  | 0                  | -           | -           | -           | 26     | 5      |        |
| 2015-2016             | Differdange 03        | DN                    | 20         | 2          | CL              | 2               | 0               | UEL                | 1                  | 0                  | -           | -           | -           | 23     | 2      |        |
| 2016-2017             | Differdange 03        | DN                    | 17         | 2          | CL              | 2               | 0               | UEL                | 0                  | 0                  | -           | -           | -           | 19     | 2      |        |
| 2017-2018             | Differdange 03        | DN                    | 17         | 5          | CL              | 3               | 2               | UEL                | 1                  | 0                  | -           | -           | -           | 21     | 7      |        |
| 2018-2019             | Differdange 03        | DN                    | 23         | 3          | CL              | 3               | 0               | -                  | -                  | -                  | -           | -           | -           | 26     | 3      |        |
| 2019-2020             | Differdange 03        | DN                    | 15         | 2          | CL              | 3               | 2               | -                  | -                  | -                  | -           | -           | -           | 18     | 4      |        |
| Totale Differdange 03 | Totale Differdange 03 | Totale Differdange 03 | 199        | 26         |                 | 21              | 7               |                    | 18                 | 3                  |             | -           | -           | 238    | 36     |        |
| 2020-2021             | Käerjeng 97           | EP                    | 5          | 0          | CL              | 1               | 2               | -                  | -                  | -                  | -           | -           | -           | 6      | 2      |        |
| 2021-2022             | Käerjeng 97           | EP                    | 24         | 5          | CL              | 2               | 0               | -                  | -                  | -                  | -           | -           | -           | 26     | 5      |        |
| 2022-2023             | Käerjeng 97           | DN                    | 9          | 0          | CL              | 1               | 0               | -                  | -                  | -                  | -           | -           | -           | 10     | 0      |        |
| Totale Käerjéng 97    | Totale Käerjéng 97    | Totale Käerjéng 97    | 38         | 5          |                 | 4               | 2               |                    | -                  | -                  |             | -           | -           | 42     | 7      |        |
| Totale carriera       | Totale carriera       | Totale carriera       | 267        | 32         |                 | 25              | 9               |                    | 18                 | 3                  |             | -           | -           | 310    | 44     |        |

### Cronologia presenze e reti in nazionale
| Cronologia completa delle presenze e delle reti in nazionale ― Lussemburgo | Cronologia completa delle presenze e delle reti in nazionale ― Lussemburgo | Cronologia completa delle presenze e delle reti in nazionale ― Lussemburgo | Cronologia completa delle presenze e delle reti in nazionale ― Lussemburgo | Cronologia completa delle presenze e delle reti in nazionale ― Lussemburgo | Cronologia completa delle presenze e delle reti in nazionale ― Lussemburgo | Cronologia completa delle presenze e delle reti in nazionale ― Lussemburgo | Cronologia completa delle presenze e delle reti in nazionale ― Lussemburgo |
| Data                                                                       | Città                                                                      | In casa                                                                    | Risultato                                                                  | Ospiti                                                                     | Competizione                                                               | Reti                                                                       | Note                                                                       |
| -------------------------------------------------------------------------- | -------------------------------------------------------------------------- | -------------------------------------------------------------------------- | -------------------------------------------------------------------------- | -------------------------------------------------------------------------- | -------------------------------------------------------------------------- | -------------------------------------------------------------------------- | -------------------------------------------------------------------------- |
| 16-11-2005                                                                 | Hesperange                                                                 | Lussemburgo                                                                | 0 – 1                                                                      | Canada                                                                     | Amichevole                                                                 | -                                                                          | 66’                                                                        |
| 2-9-2006                                                                   | Lussemburgo                                                                | Lussemburgo                                                                | 0 – 1                                                                      | Paesi Bassi                                                                | Qual. Euro 2008                                                            | -                                                                          |                                                                            |
| 6-9-2006                                                                   | Hesperange                                                                 | Lussemburgo                                                                | 0 – 0                                                                      | Lettonia                                                                   | Amichevole                                                                 | -                                                                          |                                                                            |
| 7-10-2006                                                                  | Celje                                                                      | Slovenia                                                                   | 2 – 0                                                                      | Lussemburgo                                                                | Qual. Euro 2008                                                            | -                                                                          |                                                                            |
| 11-10-2006                                                                 | Lussemburgo                                                                | Lussemburgo                                                                | 0 – 1                                                                      | Bulgaria                                                                   | Qual. Euro 2008                                                            | -                                                                          |                                                                            |
| 15-11-2006                                                                 | Lussemburgo                                                                | Lussemburgo                                                                | 0 – 0                                                                      | Togo                                                                       | Amichevole                                                                 | -                                                                          | 86’                                                                        |
| 24-3-2007                                                                  | Lussemburgo                                                                | Lussemburgo                                                                | 1 – 2                                                                      | Bielorussia                                                                | Qual. Euro 2008                                                            | -                                                                          |                                                                            |
| 28-3-2007                                                                  | Piatra Neamț                                                               | Romania                                                                    | 3 – 0                                                                      | Lussemburgo                                                                | Qual. Euro 2008                                                            | -                                                                          | 50’                                                                        |
| 2-6-2007                                                                   | Tirana                                                                     | Albania                                                                    | 2 – 0                                                                      | Lussemburgo                                                                | Qual. Euro 2008                                                            | -                                                                          |                                                                            |
| 6-6-2007                                                                   | Lussemburgo                                                                | Lussemburgo                                                                | 0 – 3                                                                      | Albania                                                                    | Qual. Euro 2008                                                            | -                                                                          |                                                                            |
| 22-8-2007                                                                  | Lussemburgo                                                                | Lussemburgo                                                                | 0 – 0                                                                      | Georgia                                                                    | Amichevole                                                                 | -                                                                          |                                                                            |
| 8-9-2007                                                                   | Lussemburgo                                                                | Lussemburgo                                                                | 0 – 3                                                                      | Slovenia                                                                   | Qual. Euro 2008                                                            | -                                                                          |                                                                            |
| 12-9-2007                                                                  | Sofia                                                                      | Bulgaria                                                                   | 3 – 0                                                                      | Lussemburgo                                                                | Qual. Euro 2008                                                            | -                                                                          | 83’                                                                        |
| 13-10-2007                                                                 | Homel                                                                      | Bielorussia                                                                | 0 – 1                                                                      | Lussemburgo                                                                | Qual. Euro 2008                                                            | -                                                                          |                                                                            |
| 17-10-2007                                                                 | Lussemburgo                                                                | Lussemburgo                                                                | 0 – 2                                                                      | Romania                                                                    | Qual. Euro 2008                                                            | -                                                                          | 49’                                                                        |
| 17-11-2007                                                                 | Rotterdam                                                                  | Paesi Bassi                                                                | 1 – 0                                                                      | Lussemburgo                                                                | Amichevole                                                                 | -                                                                          | 66’                                                                        |
| 27-5-2008                                                                  | Lussemburgo                                                                | Lussemburgo                                                                | 1 – 1                                                                      | Capo Verde                                                                 | Amichevole                                                                 | -                                                                          |                                                                            |
| 20-8-2008                                                                  | Lussemburgo                                                                | Lussemburgo                                                                | 1 – 4                                                                      | Macedonia                                                                  | Amichevole                                                                 | -                                                                          | 46’                                                                        |
| 6-9-2008                                                                   | Lussemburgo                                                                | Lussemburgo                                                                | 0 – 3                                                                      | Grecia                                                                     | Qual. Mondiali 2010                                                        | -                                                                          |                                                                            |
| 10-9-2008                                                                  | Zurigo                                                                     | Svizzera                                                                   | 1 – 2                                                                      | Lussemburgo                                                                | Qual. Mondiali 2010                                                        | -                                                                          |                                                                            |
| 11-10-2008                                                                 | Lussemburgo                                                                | Lussemburgo                                                                | 1 – 3                                                                      | Israele                                                                    | Qual. Mondiali 2010                                                        | -                                                                          |                                                                            |
| 15-10-2008                                                                 | Lussemburgo                                                                | Lussemburgo                                                                | 0 – 0                                                                      | Moldavia                                                                   | Qual. Mondiali 2006                                                        | -                                                                          |                                                                            |
| 19-11-2008                                                                 | Lussemburgo                                                                | Lussemburgo                                                                | 1 – 1                                                                      | Belgio                                                                     | Amichevole                                                                 | -                                                                          | 67’                                                                        |
| 28-3-2009                                                                  | Lussemburgo                                                                | Lussemburgo                                                                | 0 – 4                                                                      | Lettonia                                                                   | Qual. Mondiali 2010                                                        | -                                                                          |                                                                            |
| 1-4-2009                                                                   | Riga                                                                       | Lettonia                                                                   | 2 – 0                                                                      | Lussemburgo                                                                | Qual. Mondiali 2010                                                        | -                                                                          |                                                                            |
| 12-8-2009                                                                  | Lussemburgo                                                                | Lussemburgo                                                                | 0 – 1                                                                      | Lituania                                                                   | Amichevole                                                                 | -                                                                          |                                                                            |
| 5-9-2009                                                                   | Chișinău                                                                   | Moldavia                                                                   | 0 – 0                                                                      | Lussemburgo                                                                | Qual. Mondiali 2010                                                        | -                                                                          |                                                                            |
| 9-9-2009                                                                   | Ramat Gan                                                                  | Israele                                                                    | 7 – 0                                                                      | Lussemburgo                                                                | Qual. Mondiali 2010                                                        | -                                                                          |                                                                            |
| 10-10-2009                                                                 | Lussemburgo                                                                | Lussemburgo                                                                | 0 – 3                                                                      | Svizzera                                                                   | Qual. Mondiali 2010                                                        | -                                                                          | 43’                                                                        |
| 14-10-2009                                                                 | Atene                                                                      | Grecia                                                                     | 2 – 1                                                                      | Lussemburgo                                                                | Qual. Mondiali 2010                                                        | -                                                                          |                                                                            |
| 14-11-2009                                                                 | Lussemburgo                                                                | Lussemburgo                                                                | 1 – 1                                                                      | Islanda                                                                    | Amichevole                                                                 | -                                                                          |                                                                            |
| 3-3-2010                                                                   | Lussemburgo                                                                | Lussemburgo                                                                | 1 – 2                                                                      | Azerbaigian                                                                | Amichevole                                                                 | -                                                                          | 54’                                                                        |
| 11-8-2010                                                                  | Llanelli                                                                   | Galles                                                                     | 5 – 1                                                                      | Lussemburgo                                                                | Amichevole                                                                 | -                                                                          | 86’                                                                        |
| 3-9-2010                                                                   | Lussemburgo                                                                | Lussemburgo                                                                | 0 – 3                                                                      | Bosnia ed Erzegovina                                                       | Qual. Euro 2012                                                            | -                                                                          | 86’                                                                        |
| 7-9-2010                                                                   | Tirana                                                                     | Albania                                                                    | 1 – 0                                                                      | Lussemburgo                                                                | Qual. Euro 2012                                                            | -                                                                          | 90+1’                                                                      |
| 8-10-2010                                                                  | Lussemburgo                                                                | Lussemburgo                                                                | 0 – 0                                                                      | Bielorussia                                                                | Qual. Euro 2012                                                            | -                                                                          | 62’                                                                        |
| 12-10-2010                                                                 | Metz                                                                       | Francia                                                                    | 2 – 0                                                                      | Lussemburgo                                                                | Qual. Euro 2012                                                            | -                                                                          | 84’                                                                        |
| 17-11-2010                                                                 | Lussemburgo                                                                | Lussemburgo                                                                | 0 – 0                                                                      | Algeria                                                                    | Amichevole                                                                 | -                                                                          |                                                                            |
| 9-2-2011                                                                   | Lussemburgo                                                                | Lussemburgo                                                                | 2 – 1                                                                      | Slovacchia                                                                 | Amichevole                                                                 | -                                                                          |                                                                            |
| 25-3-2011                                                                  | Lussemburgo                                                                | Lussemburgo                                                                | 0 – 2                                                                      | Francia                                                                    | Qual. Euro 2012                                                            | -                                                                          |                                                                            |
| 29-3-2011                                                                  | Piatra Neamț                                                               | Romania                                                                    | 3 – 1                                                                      | Lussemburgo                                                                | Qual. Euro 2012                                                            | -                                                                          | 81’                                                                        |
| 3-6-2011                                                                   | Lussemburgo                                                                | Lussemburgo                                                                | 0 – 1                                                                      | Ungheria                                                                   | Amichevole                                                                 | -                                                                          | 18’                                                                        |
| 10-8-2011                                                                  | Faro                                                                       | Portogallo                                                                 | 5 – 0                                                                      | Lussemburgo                                                                | Amichevole                                                                 | -                                                                          |                                                                            |
| 2-9-2011                                                                   | Lussemburgo                                                                | Lussemburgo                                                                | 0 – 2                                                                      | Romania                                                                    | Qual. Euro 2012                                                            | -                                                                          |                                                                            |
| 6-9-2011                                                                   | Lussemburgo                                                                | Lussemburgo                                                                | 2 – 1                                                                      | Albania                                                                    | Qual. Euro 2012                                                            | 1                                                                          |                                                                            |
| 7-10-2011                                                                  | Zenica                                                                     | Bosnia ed Erzegovina                                                       | 5 – 0                                                                      | Lussemburgo                                                                | Qual. Euro 2012                                                            | -                                                                          |                                                                            |
| 15-11-2011                                                                 | Lussemburgo                                                                | Lussemburgo                                                                | 0 – 1                                                                      | Svizzera                                                                   | Amichevole                                                                 | -                                                                          | 66’                                                                        |
| 29-2-2012                                                                  | Lussemburgo                                                                | Lussemburgo                                                                | 2 – 1                                                                      | Macedonia                                                                  | Amichevole                                                                 | -                                                                          | 77’                                                                        |
| 2-6-2012                                                                   | Lussemburgo                                                                | Lussemburgo                                                                | 0 – 2                                                                      | Malta                                                                      | Amichevole                                                                 | -                                                                          | 46’ 53’                                                                    |
| 15-8-2012                                                                  | Differdange                                                                | Lussemburgo                                                                | 1 – 2                                                                      | Georgia                                                                    | Amichevole                                                                 | -                                                                          |                                                                            |
| 7-9-2012                                                                   | Lussemburgo                                                                | Lussemburgo                                                                | 1 – 2                                                                      | Portogallo                                                                 | Qual. Mondiali 2014                                                        | -                                                                          |                                                                            |
| 11-9-2012                                                                  | Belfast                                                                    | Irlanda del Nord                                                           | 1 – 1                                                                      | Lussemburgo                                                                | Qual. Mondiali 2014                                                        | -                                                                          | 47’ 90+3’                                                                  |
| 12-10-2012                                                                 | Lussemburgo                                                                | Lussemburgo                                                                | 0 – 6                                                                      | Israele                                                                    | Qual. Mondiali 2014                                                        | -                                                                          |                                                                            |
| 16-10-2012                                                                 | Ramat Gan                                                                  | Israele                                                                    | 3 – 0                                                                      | Lussemburgo                                                                | Qual. Mondiali 2014                                                        | -                                                                          |                                                                            |
| 14-11-2012                                                                 | Lussemburgo                                                                | Lussemburgo                                                                | 1 – 2                                                                      | Scozia                                                                     | Amichevole                                                                 | -                                                                          | 71’                                                                        |
| 5-2-2013                                                                   | Lussemburgo                                                                | Lussemburgo                                                                | 1 – 1                                                                      | Armenia                                                                    | Amichevole                                                                 | -                                                                          | 56’                                                                        |
| 22-3-2013                                                                  | Lussemburgo                                                                | Lussemburgo                                                                | 0 – 0                                                                      | Azerbaigian                                                                | Qual. Mondiali 2014                                                        | -                                                                          | 90+4’                                                                      |
| 26-3-2013                                                                  | Lussemburgo                                                                | Lussemburgo                                                                | 0 – 3                                                                      | Finlandia                                                                  | Amichevole                                                                 | -                                                                          | 25’ 59’                                                                    |
| Totale                                                                     |                                                                            | Presenze                                                                   | 58                                                                         |                                                                            | Reti                                                                       | 1                                                                          |                                                                            |

## Palmarès

### Club

#### Competizioni nazionali
- Coppa del Lussemburgo: 3

Differdange 03: 2010-2011, 2013-2014, 2014-2015